# 맥라렌 MP4/4

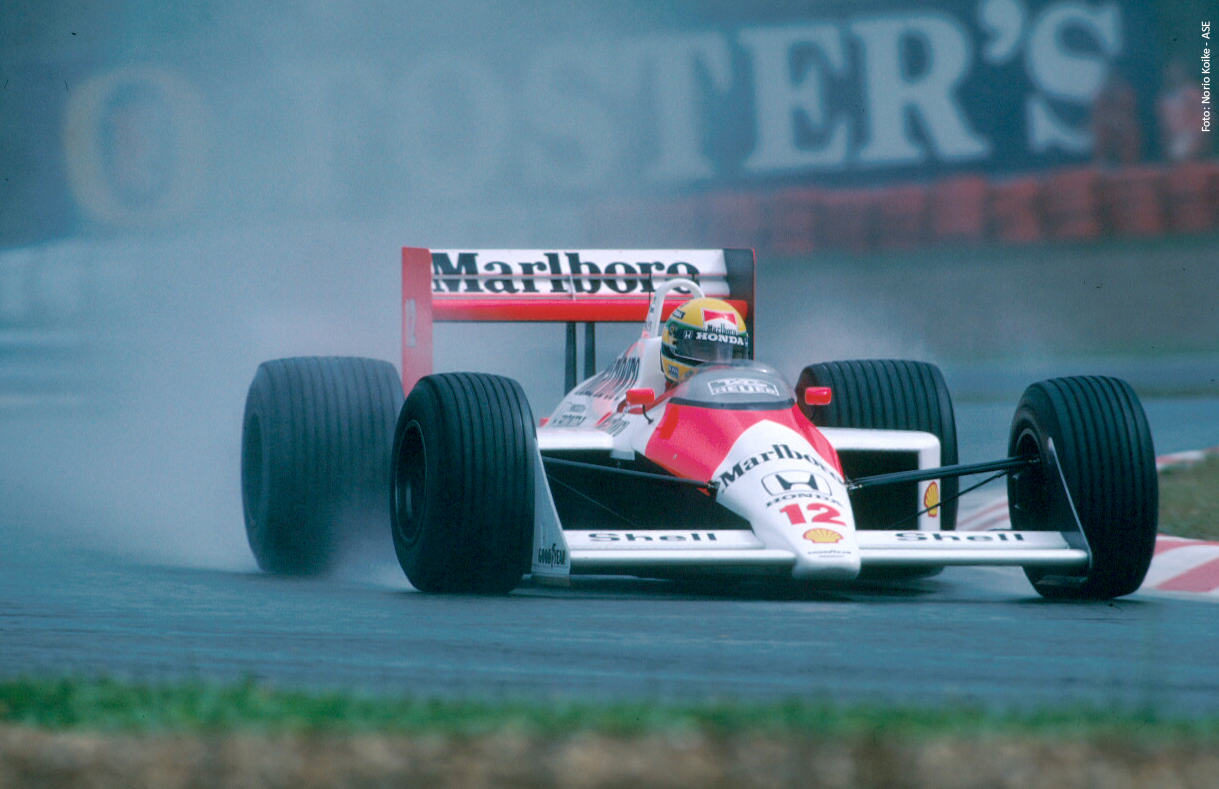
MP4/4를 주행 중인 아이르통 세나

맥라렌 MP4/4(McLaren MP4/4)는 1988년 포뮬러 원 시즌에 사용된 포뮬러 원 차량이다. 혼다의 RA168E V6 터보 엔진을 사용하여 맥라렌-혼다 MP4/4로도 불리며, 알랭 프로스트와 아이르통 세나가 주행하였다. 론 데니스로부터 설계 책임을 부여받은 미국의 공학자인 스티브 니콜스(Steve Nichols)가 설계하였다.
1986년과 1987년 챔피언십 우승을 달성한 엔진을 제작한 혼다는 1988년 윌리엄스에서 맥라렌으로 파트너를 옮겼으며, 엔진 설계를 고토 오사무(後藤 治)가 맡았다. MP4/4는 이전 해의 MP4/3보다도 높이가 낮아져 드라이버는 거의 누운 상태로 탑승하게 되었다.
MP4/4는 포뮬러 원 시즌에서 가장 압도적인 성적을 낸 차량 중 하나로, 1988년 시즌에서 1개의 그랑프리와 1개의 폴 포지션을 제외한 모든 그랑프리 우승과 폴 포지션을 달성하였으며, 컨스트럭터 챔피언십에서 2위의 페라리의 3배가 넘는 점수를 획득하였다. MP4/4의 승률은 2023년 레드불 레이싱의 RB19이 깨기 전까지 역대 최대를 기록하였으며, 시즌 1,031 랩 중 1,003 랩을 선두로 달려 97.3%의 선두 랩 비율은 여전히 역대 최대 기록이다.